# Барятинский, Семён Фёдорович
Семён Фёдорович Баря́тинский (XVII — 1722) — князь, воевода и губернатор г. Переславля-Залесского во времена правления Фёдора Алексеевича, Ивана V Алексеевича, правительницы Софьи Алексеевны и Петра I Алексеевича.
Сын князя Фёдора Семёновича Барятинского и княгини Мавры.

## Биография
Пожалован: в стряпчие (1677), стольники (1679). Дневал при гробе царя Фёдора Алексеевича (28 апреля 1682). Находился в Троицком походе (1683). На службе в обоих Крымских походах в полку князя Василия Голицына (1687 и 1689). Дневал и ночевал при гробе царя Ивана V Алексеевича (03 февраля 1696). Воевода на Олонце (1702). Губернатор (воевода) города Переславль-Залесского (1720).
Владелец поместий: Печенки Ярославского уезда, Троицкое Московского уезда, Емельяново, Илейкино, Фофаново, Шалимово и других Суздальского уезда, Курово Шуйского уезда.

## Семья
Жена (с 1675): Прасковья Ивановна урождённая Пушкина († 1726), дочь Ивана Борисовича и Мавры Пушкиных. В приданое дано три имения в Ярославском уезде и после смерти родителей на неё переписаны все имения в Московском уезде.
- Сын: князь Иван Семёнович — крупный помещик Московского уезда († 1745).
- Сын: князь Яков Семёнович — капитан-лейтенант.
- Сын: князь Фёдор Семёнович († 1701).
- Дочь: княжна Авдотья Семёновна — замужем за ближним стольником Стрешневым Иваном Ивановичем, получило от родителей в приданое поместье: Курово в Шуйском уезде и пять поместий в Ярославском уезд[1].